# Ramon Zenhäusern
Ramon Zenhäusern (4 mei 1992) is een Zwitserse alpineskiër. Hij vertegenwoordigde zijn vaderland op de Olympische Winterspelen 2014 in Sotsji en op de Olympische Winterspelen 2018 in Pyeongchang.

## Carrière
Zenhäusern maakte zijn wereldbekerdebuut in november 2012 in Levi. In januari 2013 scoorde de Zwitser in Adelboden zijn eerste wereldbekerpunten. Op de wereldkampioenschappen alpineskiën 2013 in Schladming wist hij niet te finishen op de slalom. Tijdens de Olympische Winterspelen van 2014 in Sotsji eindigde Zenhäusern als negentiende op de slalom.
In januari 2016 behaalde de Zwitser in Adelboden zijn eerste toptienklassering in een wereldbekerwedstrijd. Op de wereldkampioenschappen alpineskiën 2017 in Sankt Moritz wist hij niet te finishen op de slalom. Op 30 januari 2018 boekte Zenhäusern in Stockholm zijn eerste wereldbekerzege. Tijdens de Olympische Winterspelen van 2018 in Pyeongchang veroverde de Zwitser de zilveren medaille op de slalom, in de landenwedstrijd sleepte hij samen met Denise Feierabend, Wendy Holdener, Luca Aerni en Daniel Yule de gouden medaille in de wacht.
In Åre nam hij deel aan de wereldkampioenschappen alpineskiën 2019. Op dit toernooi eindigde hij als vijfde op de slalom, samen met Aline Danioth, Wendy Holdener en Daniel Yule werd hij wereldkampioen in de landenwedstrijd.

## Resultaten

### Olympische Spelen
| Jaar | Plaats      | Resultaten               |
| ---- | ----------- | ------------------------ |
| 2014 | Sotsji      | 19e Slalom               |
| 2018 | Pyeongchang | Slalom · Landenwedstrijd |
| 2022 | Peking      | 12e Slalom               |

### Wereldkampioenschappen
| Jaar | Plaats             | Resultaten                  |
| ---- | ------------------ | --------------------------- |
| 2013 | Schladming         | DNF1 Slalom                 |
| 2017 | Sankt Moritz       | DNF2 Slalom                 |
| 2019 | Åre                | 5e Slalom · Landenwedstrijd |
| 2021 | Cortina d'Ampezzo  | 11e Slalom                  |
| 2023 | Courchevel-Méribel | 9e Slalom                   |

### Wereldbeker
Eindklasseringen
| Seizoen   | Algm | SL    |
| --------- | ---- | ----- |
| 2012/2013 | 110e | 44e   |
| 2013/2014 | 110e | 39e   |
| 2014/2015 | 110e | 36e   |
| 2015/2016 | 82e  | 26e   |
| 2016/2017 | 71e  | 26e   |
| 2017/2018 | 26e  | 6e    |
| 2018/2019 | 14e  | 4e    |
| 2019/2020 | 23e  | 4e    |
| 2020/2021 | 13e  | Brons |
| 2021/2022 | 66e  | 25    |
| 2022/2023 | 10e  | Brons |
| 2023/2024 | 84e  | 27e   |
| 2024/2025 | 87e  | 35e   |

Wereldbekerzeges
| Datum            | Plaats        | Onderdeel     |
| ---------------- | ------------- | ------------- |
| 30 januari 2018  | Stockholm     | City Event    |
| 19 februari 2019 | Stockholm     | City Event    |
| 10 maart 2019    | Kranjska Gora | Slalom        |
| 15 maart 2019    | Soldeu        | Team parallel |
| 21 december 2020 | Alta Badia    | Slalom        |
| 4 februari 2023  | Chamonix      | Slalom        |
| 19 maart 2023    | Soldeu        | Slalom        |